# Travis Hunter
Travis Hunter Jr. (West Palm Beach, 18 maggio 2003) è un giocatore di football americano statunitense che milita nei ruoli di wide receiver e cornerback per i Jacksonville Jaguars della National Football League (NFL). Nel 2024 ha vinto l'Heisman Trophy, il massimo riconoscimento individuale nel football universitario.

## Carriera universitaria

### Jackson State

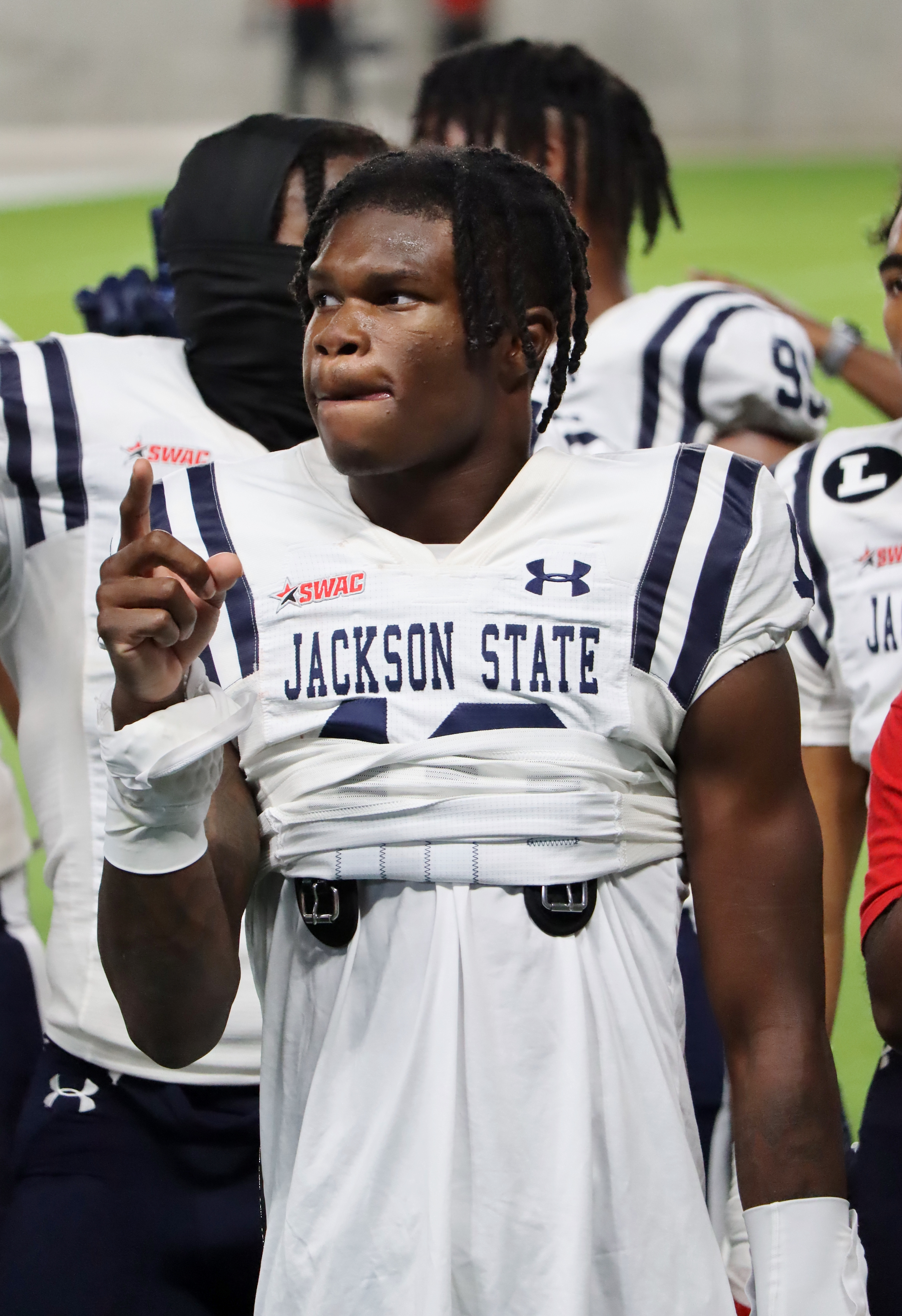
Hunter a Jackson State

Hunter iniziò la carriera nel college football a Jackson State nel 2022, divenendo il prospetto in uscita dalle scuole superiori più alto della storia a iscriversi a un istituto militante nella FCS. Nella partita primaverile fece registrare due intercetti e due touchdown su ricezione. Debuttò in gare ufficiali nel primo turn contro Florida A&M, non facendo registrare alcuna statistica e subendo un infortunio che gli fece saltare cinque partite. Fece ritorno nella settimana 7 contro Campbell in cui ebbe 4 ricezioni per 24 yard. Nella settimana 10 mise a segno il suo primo touchdown e il suo primo intercetto contro Alabama A&M. Nella settimana successive ebbe due ricezioni per un massimo stagionale di 49 yard contro Alcorn State. Inoltre fece registare un intercetto. Nel Celebration Bowl 2022 ebbe 4 ricezioni per 47 yard e 2 touchdown. La sua stagione si chiuse con 19 tackle, 8 passaggi deviati, 2 intercetti, un fumble recuperato e un touchdown difensivo in sette gare. In attacco ebbe 18 ricezioni per 188 yard e 4 touchdown.

### Colorado
Hunter si trasferì a Colorado nel 2023 seguendo il suo capo-allenatore a Jackson State Deion Sanders. Nel suo debutto nella FBS, Hunter giocò 147 snap tra attacco e difesa nella vittoria a sorpresa per 45-42 su TCU Horned Frogs. In quella partita ebbe 11 ricezioni per 119 yard in attacco e 3 placcaggi e un intercetto in difesa. Nel terzo turno si infortunò nella vittoria contro i rivali di Colorado State, saltando le successive tre gare. Tornò nella settimana 7 contro Stanford dove ebbe un massimo stagionale di 13 ricezioni per 140 yard e 2 touchdown. Nel turno successivo ebbe 2 intercetti contro UCLA numero 23 del ranking. Nella settimana 9 totalizzò 8 ricezioni per 98 yard e un touchdown contro Oregon State numero 16. Nella settimana 11 ebbe 4 ricezioni per 82 yard e un touchdown contro Washington State. Nell’ultima partita ebbe 8 ricezioni per 107 yard e un touchdown contro Utah. Chiuse l’annata con 721 yard e 5 touchdown mentre in difesa ebbe 3 intercetti e 30 placcaggi. Complessivamente disputó 1.102 snap, di cui 475 in attacco, 631 in difesa e 32 negli special team, con una media di 114,7 a partita. Fu una selezione condivisa All-American e inserito nella seconda formazione ideale della Pac-12 Conference. Inoltre fu premiato con il Paul Hornung Award come giocatore più versatile della nazione.
Nel primo turno della stagione 2024, Hunter ebbe 7 ricezioni per 132 yard e 3 touchdown contro North Dakota State. Il 21 settembre contro Baylor forzò il fumble decisivo nella vittoria per 38-31 ai tempi supplementari. A fine anno fu inserito nella formazione ideale della Big 12 Conference sia in attacco che in difesa e premiato come difensore dell'anno della stessa dopo avere fatto registrare 1.152 yard ricevute e 14 touchdown su ricezione in attacco e 4 intercetti e un fumble forzato in difesa. Il 9 dicembre fu nominato uno dei quattro finalisti dell'Heisman Trophy, assieme a Dillon Gabriel, Ashton Jeanty e Cam Ward. Il 12 dicembre fu premiato come giocatore dell'anno dall'Associated Press, con il Walter Camp Award come miglior giocatore, con il Chuck Bednarik Award come miglior difensore e con il Fred Biletnikoff Award come miglior ricevitore. Il 14 dicembre fu annunciata la sua vittoria dell'Heisman Trophy. Fu il primo giocatore a militare in due ruoli a vincere il premio da Charles Woodson nel 1997.
Il 14 aprile 2025 l'università annunciò che avrebbe ritirato il suo numero 12.

## Carriera professionistica

### Jacksonville Jaguars
Hunter era considerato uno dei migliori giocatori selezionabili nel Draft NFL 2025. Il 24 aprile fu selezionato come seconda scelta assoluta dai Jacksonville Jaguars. Fu il wide receiver chiamato più in alto da Calvin Johnson nel 2007 e il defensive back più in alto da Eric Turner nel 1991.

## Palmarès
- Numero 12 ritirato dai Colorado Buffaloes

## Vita privata
Hunter è stato uno degli atleti della copertina del videogioco EA Sports College Football 25 insieme a Quinn Ewers e Donovan Edwards.